# 臺南市私立長榮高級中學
臺南市私立長榮高級中學，簡稱長中，位於中華民國臺南市東區，是一所於清治時期成立的中學。

## 創校歷史
長榮中學於1885年（清光緒十一年）由英國基督長老教會創辦臺灣第一所中學，創校時適逢台灣第一份報紙「台灣府城教會報」出刊，在報紙中將學校稱為「中學」。
1922年第二次台灣教育令發布後，私立學校需募集十萬圓資金才能立案，中學理事長林茂生發起「私校基金募款」，從1924年5月起，以後援會名義發動募捐，其中賴和、林獻堂、彭華英等臺灣文化協會成員皆有捐款，捐助者的數目多達七百人以上。到1926年5月止，花了兩年的時間完成募集十萬元的目標，並取得財團法人資格，定名為「長老教中學」。林茂生表示：「多數的民眾對私立學校教育是多麼地理解，並熱心支持，而對本校之期望是何等之大。這是學校的光榮，同時更加體會本校的使命任重道遠。」
1935年因經歷神社參拜爭議，由加藤長太郎擔任校長，後援會解散。
日本時代昭和14年（1939年）6月21日通過正式立案為「長榮中學校」。
設校初期僅招收男生，直至1971年首次增招女生。
1980年奉省教育廳令由「臺灣省臺南市私立長榮中學」改為「臺南市私立長榮中學」，附設國中部及高職部，並陸續增設商業經營科（1973年~2008年）、國際貿易科(1974年)、電工科（1974年、1986年改名電機科）、機械製圖科（1975年）、美工科（1977年）、資訊科（1988年）、綜合高中（1999年~2006年）、資料處理科（2000年）、應用外語科（2006年）、廣告設計科（2006年）、觀光事業科（2009年）、多媒體設計科（2011年）、流通管理科（2014年）、機電科（2014年）、國際部（2021年），全校每年學生約有五千多人。後來又陸續創辦長榮大學（1992年）、長榮幼稚園（1994年~2009年）。
2005年長榮中學邁入創校的第120年，從年初至年底舉行一連串的活動，並啟用紀念鐘塔。
2022年九月長榮中學校史館文物獲選為文化部文化資產局「世界記憶國家名錄」。

## 近況
目前擁有建物：行政大樓（榮華館）、實習大樓、綜合大樓、第一教學大樓、第二教學大樓、第三教學大樓、資訊大樓、科創館，及大禮堂、音樂館（小禮拜堂）、校牧室等較早期建築物，其中音樂館和校牧室已被列為臺南市的市定古蹟。全校大部分建築物皆以仿巴洛克式風格建成。
除了擁有完善的教育設備（如全民英檢指定語言教室）外，並設有「校史館」、「文物館」、「化石館」、「礦物館」、「貝類館」及「蝴蝶館」等，往往成為外校學生觀摩或教師研習的重要據點。該校亦為全臺首個擁有室內攀岩場的中學。

## 長榮中學足球隊
在萬榮華校長時代，他把英式足球運動引進校園，除了組織足球隊外，也常在課餘時間教學生踢球，很快就帶動了全校的足球風氣。1940年7月16日，長榮中學奪得全島中等蹴球大會冠軍，也因而獲得日本第22回全國中等學校蹴球選手權大會的參賽權。同年8月16日以臺灣代表之姿前往日本內地參賽，這是唯一一次有臺灣人參與全國大會，但不幸的在第一輪就遭遇全國賽的常客－滋賀師範，在身材、體能皆遠遜於對手的情況下以 1：2 飲恨落敗。
2017年，拿下台南市市長盃足球錦標賽第二名。
2019年，拿下台南市市長盃足球錦標賽第二名。

## 校訓
- 虔誠、勤奮、榮譽、服務

## 歷任校長
| 任別     | 姓名                           | 任期             | 備註                                            |
| 清朝時期 |                                |                  |                                                 |
| 1        | 余饒理 (George Ede)            | 1885年 － 1899年 | 牧師                                            |
| 代理     | 宋忠堅 (Duncan Ferguson)       |                  | 牧師                                            |
| 代理     | 巴克禮 (Thomas Barclay)        |                  | 牧師                                            |
| 代理     | 甘為霖 (William Campbell)      |                  | 牧師                                            |
| 日本時期 |                                |                  |                                                 |
| 2        | 費仁純 (F.R.Johnson)           | 1901年 － 1905年 | 牧師                                            |
| 3        | 萬榮華 (Edward Band)           | 1914年 － 1927年 | 牧師                                            |
| 4        | 加藤長太郎                     | 1935年 － 1945年 | 日本退役海軍上校                                |
| 代理     | 廉德烈 (Rev.A.B.Nielson)       |                  | 牧師                                            |
| 代理     | 滿雄才 (William E. Montgomery) |                  | 牧師                                            |
| 代理     | 沈毅敦 (Leslie Singleton)      |                  | 牧師                                            |
| 戰後時期 |                                |                  |                                                 |
| 5        | 趙天慈                         | 1945年 － 1951年 | 台籍職員轉聘校長                                |
| 6        | 戴明福                         | 1951年 － 1973年 | 校友，省立臺東中學校長轉任                      |
| 7        | 蘇進安                         | 1973年 － 2000年 | 校友，淡水工專教務主任轉任 長榮工學院創辦人之一 |
| 8        | 蔡忠雄                         | 2001年 － 2010年 |                                                 |
| 9        | 王昭卿                         | 2010年 － 2019年 | 校友，長榮大學總務長轉任                        |
| 代理     | 戴志勳                         | 2019年 － 2020年 | 學務主任代理                                    |
| 代理     | 許德勝                         | 2020年 － 2021年 | 教務主任代理                                    |
| 10       | 許德勝                         | 2021年 － 現任   |                                                 |

## 畢業聯歡晚會
此活動一直以來都是該校的傳統。每年邀請知名藝人和歌手，為畢業生送上一個難忘的夜晚。
| 年度 | 級別 | 卡司陣容                                                |
| ---- | ---- | ------------------------------------------------------- |
| 2011 | 100  | 林俊傑、韋禮安、郭靜、胡夏、A-Lin、李佳薇、蛋堡、曾靜玟 |
| 2012 |      |                                                         |
| 2013 | 102  | ECHO                                                    |
| 2014 | 103  | MP魔幻力量                                              |
| 2015 | 104  | 李千那、陳零九、孫盛希、蔡旻佑、大根、泱泱              |
| 2016 |      |                                                         |
| 2017 | 106  | 周興哲                                                  |
| 2018 | 107  |                                                         |
| 2019 | 108  | 孟耿如、李千那、羅宏正、鄭可強、阿達、大根、陳芳語      |

## 國際合作
日本：
- 關東學院中學高中（日语：関東学院中学校高等学校）
- 盛岡中央高中（日语：盛岡中央高等学校）
- 近江兄弟社高中（日语：近江兄弟社中学校・高等学校）
- 橫濱中華學院（MOU學校）

 ：
- 光州東新高中（朝鲜语：광주동신고등학교）
- 養正高中（朝鲜语：양정고등학교 (서울)）

 泰國：
- 王子皇家學院（英语：The Prince Royal's College）

 ：
- 南昆士蘭技術學院（英语：Southern Queensland Institute of TAFE）（MOU學校）

 美国：
- 汎美中學(Presbyterian Pan American School)

 英国：
- 湯瑪士·迪肯學院（英语：Thomas Deacon Academy）

 法國：
- 聖德尼高中(Lycée et Institut Supérieur Saint-Denis)

 德国：
- 吉夫霍爾恩高級職業學校(Berufsbildende Schulen 1 des Landkreises Gifhorn,Berufsbildende Schulen II des Landkreises Gifhorn)

## 公共電視《我的這一班》
2010年夏天，也是長榮中學立校125周年，公共電視台《我的這一班》拍攝團隊首次南下，與臺南市私立長榮中學合作，首次嘗試以私立中學為拍攝背景的學校。《我的這一班》以長榮中學為背景設定，翻拍自校內學生的切身的成長故事，前後共拍「一杯熱奶茶的等待」（部份內容於長榮女中取景）、「神秘印記」、「兩個爸爸」和「剉冰的滋味」等四個單元。這段時間從劇本取材、校內試鏡挑角，直至開拍演出等過程中，長中師生都參與了整個流程，初窺電視製作的程序與要點。
2012年夏天，《我的這一班》再度蒞臨拍攝。

## 傑出校友與教職員
政治：
- 城仲模：前中華民國司法院副院長。
- 蘇南成：曾任台南市議員，臺南市長，高雄市長，國民大會議長。
- 黃昭輝：前立法委員、台灣省政府委員、高雄市政府民政局局長
- 陳田錨：前總統府資政、高雄市議會議長、高雄市議員、台灣可口可樂公司董事長、大眾銀行董事長。
- 高育仁：前臺南縣長、前台灣省議會議長，曾任大法官、立法委員、總統府國策顧問、內政部常務次長、地方法院法官。
- 謝龍介：北區安民里第16屆里長、臺南市第1—3屆議員、中國國民黨第20屆副祕書長、第11屆不分區立委
- 呂維胤：臺南市第2—3屆議員
- 唐碧娥：曾任第2-3屆國民大會代表及第4-6屆立法委員、2009年擔任臺南市政府地政處處長、臺南市1～3屆議員

教育：
- 蘇進安：前本校校長、長榮大學創辦人
- 蔡忠雄：前本校校長、文化大學副教授
- 孫得雄：本校董事、行政院研考會主委、副主委、國立臺灣大學教授、中正大學教授
- 林茂生：臺灣第二位哲學博士(第一位在美國取得哲學博士的台灣人)、國立臺灣大學文學院代理院長、國立臺灣大學教授、兼任臺南師範學校教授、臺灣民報社長、第一位在東京帝大取得文學士的台灣人。
- 郭人鳳：現任成功大學化工系名譽教授，曾任研究所所長、系主任。
- 謝叔陽：前長榮女中校長
- 翁英惠：知名教育家，樹德科技大學設計學院講座教授，曾任樹德科技大學設計學院院長。
- 張宗翰：高苑科技大學資訊管理系副教授兼主任秘書，曾任高苑科技大學、高苑工商職業學校、臺南市私立長榮高級中學董事。

文學：
- 張邱東松：〈收酒矸〉、〈賣肉粽〉作者。
- 許達然：〈含淚的微笑〉。曾獲全國大專優秀青年、第一屆青年文藝獎、文復會金筆獎、吳濁流文學獎、府城文學獎特殊貢獻獎、2001年吳三連文學獎等獎項。

醫學：
- 王金河：臺灣烏腳病之父，一生奉獻烏腳病醫療，改善臺灣西南沿海偏遠地區的生活品質。
- 周汝川：牙醫學博士，中山醫學大學創辦人。
- 莊明雄：曾任新樓醫院院長。

體育：
- 郭泰源：曾任中華職棒統一7-ELEVEn獅總教練。前日本職棒西武獅王牌投手。多次出任中華成棒隊總教練。2017年世界棒球經典賽台灣隊總教練。
- 吳復連：曾任中華職棒中信兄弟象總教練。
- 吳蕙如：2004年夏季奧林匹克運動會射箭比賽銅牌得主。
- 蔣澎龍：2004年雅典奧運桌球國手
- 黃雅歆：國內第八位女蛙人。

音樂：
- 郭芝苑：台灣苗栗苑裡人，台灣重量級的台語音樂作曲家。（1921年12月5日－2013年4月12日）
- 蕭泰然：台灣高雄鳳山人，集鋼琴家、指揮家、作曲家於一身，被譽為「台灣拉赫曼尼諾夫－最後的浪漫主義鋼琴詩人」。
- 喬幼：本名王喬幼，購物專家兼歌手
- 朱約信：藝名「豬頭皮」，音樂創作人兼歌手

藝人：
- 安鈞璨：1983－2015,本名黃益承，藝人，前可米小子成員，可米小子解散後，轉任主持人及演員。於2015(民國104年)因肝癌不幸過世，得年僅32歲
- 林映唯：演員
- 張哲豪：知名男演員
- 峮峮：女藝人、模特兒、舞者、主持人
- 一隻阿圓，本名王莉茵[15]
- 柳丁哥哥：YOYOTV主持人

商業：
- 黃強華：霹靂國際多媒體董事長，創造人氣主角素還真。
- 王麟祥：強力整合行銷有限公司董事長/中華電視公司總經理